# Inge Velthuis
Inge Velthuis (Lemelerveld, 19 maart 1971) is een wielrenner, mountainbikester en veldrijdster uit Nederland.
In 1996 behaalde Velthuis de derde plaats op het NK mountainbike.
In 1997 werd Velthuis Nederlands kampioene veldrijden.
Ook won Velthuis drie maal de Centrumcross in Surhuisterveen.